# 8PM
8PM er en whisky, som produceres af Indiens næststørste spirituskoncern, Radico Khaitan. 8PM blev lanceret i 1999 og sælger omkring 3 millioner kasser om året. 8PM er en blended whisky, som findes i to varianter: 8PM Classic og PM Royale.